# 왕위 계승
왕위 계승(王位継承)은 일반적으로 왕위(군주의 지위)를 왕태자가 이어받은 것을 말한다. 황위(황제의 지위)의 경우 황위계승(皇位継承)이라 부르기도 한다.

## 개요
군주제를 취하고있는 나라에서는 상속을 둘러싼 분쟁을 방지하기 위해 상속 방법을 명확하게 규정하고 있는 것이 많다. 그러나 역사는 수많은 상속 분쟁이 발생하고 있다. 중국왕조에서는 매우 많은 사례가 있다.
왕위에 한정하지 않고, 공작 및 베그 술탄 등의 군주에도 유사한 제도이나 문제가 존재한다. 다음은 그들을 대신하여 왕위이라고, 왕위계승을 논한다. 동로마제국은 제위계승법이 명확하게 정해져있지 않아서, 쿠데타로 왕위 찬탈조차 합법적이었다. 고대 민주주의의 자취에서 로마 제위의 정통성은 "시민 · 군 · 원로원의 추대에 의한 "이라고되어 있었다. 따라서 쿠데타를 일으켜도 이 삼자의 합의를 얻을 수 있으면 합법이었다. 또한 9세기 무렵이 되면 '시민'은 실제 없는 '시민'이라는 이름의 의식용 관리이며, 원로원의원은 고급관료로 구성되어 있었다. 그러나 11-12 세기에 실제 콘스탄티노폴리스 시민이 반란을 일으켜 황제의 폐위에 관여 할 수 있었다). 오스만 제국은 한때 분쟁을 방지하기 위해 반대의 뜻을 나타내는 여하에 관계없이 형제를 몰살하는 관습도 있었다.

## 왕위계승 규칙

### 세습 군주제
많은 국가에서 세습에 의해 상속되는 세습 왕정을 취하고 있다. 또한 그 순위는 일반적으로 장자상속이다. 즉 군주의 장남이 왕위계승 순서 제1순위이다. 적손이 두 번째이지만, 군주의 장남이 자식이 없는 경우는 군주의 차남이 두 번째가 된다. 즉 군주의 장남이 이미 사망하는 경우는 적손이 계승한다.
일부다처제가 되어 있는 경우 일반적으로 정실의 자식에만 계승권이 있지만, 정실이 아이가 없는 경우는 첩의 자식을 계승시키고, 첩을 정실로 격상하여 상속시켰다. 정실 · 첩의 구별을 붙이지 않고, 높은 순으로 상속 순서를 낼 수 있다. 또한 오스만 제국처럼 먼저 아이를 낳은 왕비가 정실로 하는 역설적인 제도도 있다.
자식이 없는 경우 생전에 군주가 친척이나 다른 사람을 후계자로 지명 할 수 있다. 사실, 그 지명이 날조이거나 날조에 이의를 제기한 친족이 내전을 일으키는 등 문제가 발생하는 경우도 많다.
이 경우 여자를 포함하거나 모계를 포함할지 등은 나라에 따라 다르다.
또 어떤 유목민족은 장남이 아니라 막내가 계승시키는 말자상속이 있다. 그러나, 이것은 연상의 남자가 이미 독립적으로 인해 발생하는 상속 모양이다. 이들은 원칙이며, 실제로 상속 순위가 낮은 친족과 외척 등이 무력에 의해 상속하는 경우도 있다.

### 선거 군주제
선거 왕제를 말하자면 소수의 제도이며, 또한 실질적인 세습 왕정인 경우도 많다. 로마 제국 붕괴 후 현재 독일 일대에 세력을 자랑하던 색슨족은 선거를 통해 군주를 선출하는 문화를 가지고 있었다. 이 때문에 독일왕은 선거에 의해 선출되었다. 그러나 선거권을 가진자는 선제후라는 하위 세습군주에 한정되어 있었기 때문에, 그들을 포섭하여 독일 왕위는 사실상 세습되는 경우가 많았다.

## 여성과 모계 관한 규칙
동아시아 여성 군주 · 모계상속은 모두 부정하는 경향이 있다.
중화 제국 역사상 유일한 제위에 오른 여성이다. 측천무후는 예부터 악녀의 대표로서 다루어지고 있다.
한국에서는 신라때 3명의 여왕(선덕왕, 진덕왕, 진성왕)이 즉위를 할 수 있었던 것은 신라의 사회가 모계상속을 부정적 시각이 존재하지 않았기 때문이다.
한편 서유럽에서는 기독교의 영향에서 원칙적으로 한 남편이 한 아내를 얻을 수 있는 일부일처제였기 때문에, 서자의 상속은 부정적이었다. 따라서 남계 남자가 끊어지는 경우가 많으며, 여성의 상속 모계 상속은 모두 용인되는 경향이있다. 이베리아 반도에 존재했던 카스티야 왕국, 아라곤 왕국, 카타루냐 군주국 등은 여성 상속에 의해 탄생한 여성 군주와 이웃 나라의 남성 군주의 혼인에 의하여 합작하기도 했다.
서유럽에서도 여성의 상속을 인정 여부는 지역에 따라, 예를 들면 프랑스 왕가와 독일 제후는 여자에게 상속이 인정되지 않았다. 일례로 영국왕 겸 하노버왕인 윌리엄 4세가 승하한 후 여자상속을 인정하는 영국 왕위는 넷째 동생인 에드워드의 유전자를 물려받은 빅토리아가 상속했지만 여자 상속을 인정하지 않는 하노버 왕위는 다섯째 동생인 아우구스트 1세가 상속했다.
또한 여성의 상속 순서는 형제의 남성에 비해 낮고, 일반적으로 이성 형제가 없는 경우에만 상속되었다. 또한 방계 남자가 이의를 제기하면 내전으로 발전할 수 있었다.

## 주요 역사 사건
- 왕자의 난
- 백년 전쟁
- 카스페 타협
- 몽골제국 제위 계승 전쟁
- 9년 전쟁
- 명예혁명
- 자코바이트
- 스페인 왕위 계승 전쟁
- 폴란드 왕위 계승 전쟁
- 오스트리아 왕위 계승 전쟁
- 바이에른 왕위 계승 전쟁
- 카루리스타 전쟁
- 포르투갈 내전
- 네팔 왕실 대학살

## 같이 보기
- 왕위 계승 방식
- 살리카 법
- 태자 조밀 건설
- 퇴위